# Курникова Анна Сергіївна
Анна Курникова (рос. Анна Курникова, нар. 7 червня 1981) — російська екс-тенісистка-професіонал і модель. За свою професійну кар'єру вона не вигравала жодного головного турніру в одиночному розряді, але стала однією з найвідоміших тенісних гравців у світі.

## Біографія
Вона народилася в Москві (Радянський Союз) у родині Алли й Сергія Курникових; її родина пізніше мігрувала в Сполучені Штати. Тепер, вона проживає в Маямі, Флорида.
Тенісна кар'єра як професіонала Курникової була закінчена в 2005, через серйозні проблеми зі спиною. Вона мала невеликий успіх в іграх одиночних розрядів, але більшого успіху вона домоглася в парному розряді. З Мартіною Хінгіс як партнеркою по парі, вона виграла Відкритий чемпіонат Австралії з тенісу в 1999 й 2002.
Стиль гри Курниковій відповідає профілю парного гравця. Її порівнювали з такими гравцями як Пем Шрайвер й Пітер Флемінг).

## Тенісна кар'єра
З раннього віку Анна навчалася в Тенісній академії Ніка Болетьєрі.
У віці 13 і 14 років, Курникова ставала чемпіоном ITF серед юніорок. Виграла кілька турнірів, включаючи відкритий чемпіонат Італії серед юніорів у 1995.
Курникова дебютувала в професійному тенісі у 14 років у Кубку Федерації, граючи за Росію, і стала наймолодшою спортсменкою, яка брала участь і здобула перемогу. У 15 років вона досягла четвертого раунду Відкритого чемпіонату США з тенісу і була зупинена легендарною Штеффі Граф.
Курникова була членом російської делегації на Олімпійських Іграх у 1996 в Атланті, США. У 1997, у віці 16 років, досягла півфіналу Вімблдонского турніру, де вона програла майбутньому чемпіонові, Мартіні Хінгіс, з рахунком 6-3, 6-2. 1998 рік був її роком прориву, вона увійшла до 20 найкращих тенісисток за версією WTA і здобула значні перемоги над Мартіною Хінгіс, Ліндсі Девенпорт, і Штеффі Граф. Двічі Курникова виграє Відкритий чемпіонат Австралії з тенісу (1999, 2002) у жіночій парі з Мартіною Хінгіс.
Курникова показувала успішний теніс у парі, вигравши 16 турнірів, два з яких на кортах Мельбурна, і була фіналісткою Відкритому чемпіонаті США з тенісу та у Вімблдонському турнірі. Найвище її досягнення — це номер 1 рейтингу Жіночої Тенісної Асоціації у парі. У парному розряді вона виграла 200 матчів, програвши 71. Її кар'єра як одиночного гравця після 1999 була не зовсім вдалою. Їй вдавалося зберегти свій рейтинг у межах 10 та 15 рядків (найкраще досягнення N 8), але їй не вдалося виграти, жодного великого тенісного турніру. Як гравець, Курникова вела агресивну гру й мала високу швидкість переміщення по корту, грала від кута до кута; однак маючи ці гарні показники в одиночному розряді, вона дуже часто губила перевагу на своїх подачах. В одиночних іграх вона виграла 209 матчів, програвши 129.
У заключні роки своєї кар'єри вона почала відчувати гострі приступи болю в області спини, що приводило до частих відмов від виступів на іграх і втрати рейтингу. Курникова не грала у турі WTA з 2003, але продовжувала грати виставочні матчі з благодійних причин.
Наприкінці 2004, вона взяла участь у трьох турнірах, організованих Елтоном Джоном і тенісними гравцями Сереною Вільямз й Енді Роддіком. У січні 2005, вона зіграла в парі на благодійному турнірі через цунамі в Індійському океані з Джоном Макінроєм, Роддіком і Кріс Еверт.
У листопаді 2005, вона об'єдналася з Мартіною Хінгіс, граючи проти Лайзи Реймонд й Саманти Стосур у фіналах благодійного турніру WTT.
В інтерв'ю журналу «ELLE» у липня 2005, Курникова заявила, що, якби не проблема зі здоров'ям, то вона повернулася б у Великий теніс.

## Світське життя
Анна з 17 років почала з'являтися на обкладинках глянцевих журналів. Курникова попадає в список 50-ти найкрасивіших людей журналу People в 1998, 2000, 2002, 2003 роках. Анна набуває всесвітню популярність. Вона стає рекламним агентом багатьох знаменитих фірм: Adidas, Berlei, Yonex, Omega, інтернет-порталу Lycos й інших. Її рекламні контракти в багато разів перевищують призові від турнірів. Анна веде публічне життя: таблоїди всього світу раз у раз повідомляють про її романи зі знаменитостями: Павлом Буре, Сергієм Федоровим, Енріке Іглесіасом. У 2000 році займала 58 рядок у списку знаменитостей журналу Forbes.
Можна констатувати той факт, що на рубежі кінця 90-х—початку 21-го століття Анна Курникова стає найвідомішою росіянкою на планеті. У 2002 році читачі журналу FHM ставлять Анну на перший рядок у 100 найсексуальніших жінок світу. З 2003 року Анну часто помічають у компанії з Енріке Іглесіасом — ходять плітки, що вони таємно одружені. 16 грудня 2017 року народила двійню від Енріке Іглесіаса: сина Ніколаса і дочку Люсі.
Останнім часом у зв'язку із завершенням тенісної кар'єри інтерес до Анни зменшується: так, наприклад, за даними сайту AskMen.com Курникова перемістилася з 52-го (2005) на 99-е (2006) місце в списку найбажаніших жінок планети.

## Фінали жіночих пар турнірів Великого шолому (3)

### Перемог (2)
| Рік  | Чемпіонат           | Партнер        | Опоненти                                | Рахунок       |
| 1999 | Australian Open     | Мартіна Хінгіс | Ліндсі Девенпорт Звєрєва Наталя         | 7-5, 6-3      |
| 2002 | Australian Open (2) | Хінгіс Мартіна | Даніела Гантухова Аранча Санчес Вікаріо | 6-2, 6-7, 6-1 |

### Програні (1)
| Рік  | Чемпіонат   | Партнер        | Опоненти                     | Рахунок       |
| 1999 | French Open | Мартіна Хінгіс | Серена Вільямс Вінус Вільямс | 6-3, 6-7, 8-6 |

## Фінали міксових пар турнірів Великого шолому (2)

### Програні (2)
| Рік  | Чемпіонат | Партнер        | Опоненти                           | Рахунок       |
| 1999 | Wimbledon | Бйоркман Томас | Паес Ліндер Раймонд Лайза          | 6-4, 3-6, 6-3 |
| 2000 | U.S. Open | Максим Мирний  | Палмер Джард Аранча Санчес Вікаріо | 6-4, 6-3      |

## Фінали турнірів WTA

Анна у парі із Мартіною Хінгіс

### Одиночний розряд: 4 поразки
| Легенда                 |
| ----------------------- |
| WTA 1000 (Tier I) (0–3) |
| WTA 250 (Tier IV) (0–1) |

| Результат | В-П | Дата     | Турнір               | Категорія | Покриття | Опонент        | Рахунок       |
| --------- | --- | -------- | -------------------- | --------- | -------- | -------------- | ------------- |
| Поразка   | 0–1 | Бер 1998 | Miami Open, США      | Tier I    | Тверде   | Вінус Вільямс  | 6–2, 4–6, 1–6 |
| Поразка   | 0–2 | Кві 1999 | Charleston Open, США | Tier I    | Ґрунт    | Мартіна Хінгіс | 4–6, 3–6      |
| Поразка   | 0–3 | Жов 2000 | Кубок Кремля, Росія  | Tier I    | Килим    | Мартіна Хінгіс | 3–6, 1–6      |
| Поразка   | 0–4 | Вер 2002 | China Open, КНР      | Tier IV   | Тверде   | Анна Смашнова  | 2–6, 3–6      |

### Парний розряд: 28 (16 титулів, 12 поразок)
| Легенда                            |
| ---------------------------------- |
| Турніри Великого шолома (2–1)      |
| Фінали (2–0)                       |
| WTA 1000 (Tier I) (4–3)            |
| WTA 500 (Tier II) (6–7)            |
| WTA 250 (Tier III / Tier IV) (2–1) |

| Титули за покриттям |
| ------------------- |
| Тверде (8-8)        |
| Ґрунт (2–1)         |
| Трава (1–0)         |
| Килим (5–3)         |

| Титули by setting     |
| --------------------- |
| Відкритий корт (10–9) |
| Закритий корт (6–3)   |

| Результат | В-П   | Дата     | Турнір                                 | Категорія  | Покриття   | Партнер                 | Опоненти                                      | Рахунок                 |
| --------- | ----- | -------- | -------------------------------------- | ---------- | ---------- | ----------------------- | --------------------------------------------- | ----------------------- |
| Поразка   | 0-1   | Вер 1995 | Moscow Ladies Open, Росія              | Tier III   | Килим (i)  | Александра Ольша        | Мередіт Макґрат Лариса Савченко-Нейланд       | 0–6, 1–6                |
| Поразка   | 0-2   | Лют 1998 | Open GDF Suez                          | Tier II    | Тверде     | Лариса Савченко-Нейланд | Сабін Аппельманс Міріам Ореманс               | 6–1, 3–6, 7–6(7–3)      |
| Поразка   | 0-3   | Бер 1998 | Linz Open                              | Tier II    | Тверде     | Лариса Савченко-Нейланд | Александра Фусаї Наталі Тозья                 | 3–6, 6–3, 4–6           |
| Перемога  | 1-3   | Вер 1998 | Toyota Princess Cup                    | Tier II    | Тверде     | Моніка Селеш            | Мері Джо Фернандес Аранча Санчес Вікаріо      | 6–4, 6–4                |
| Поразка   | 1-4   | Жов 1998 | Porsche Tennis Grand Prix              | Tier II    | Тверде     | Аранча Санчес Вікаріо   | Ліндсі Девенпорт Наташа Звєрєва               | 4–6, 2–6                |
| Перемога  | 2-4   | Січ 1999 | Відкритий чемпіонат Австралії з тенісу | Grand Slam | Тверде     | Мартіна Хінгіс          | Ліндсі Девенпорт Наташа Звєрєва               | 7–5, 6–3                |
| Перемога  | 3-4   | Бер 1999 | Indian Wells Open                      | Tier I     | Тверде     | Мартіна Хінгіс          | Мері Джо Фернандес Яна Новотна                | 6–2, 6–2                |
| Перемога  | 4-4   | Тра 1999 | Мастерс Рим                            | Tier I     | Ґрунт      | Мартіна Хінгіс          | Александра Фусаї Наталі Тозья                 | 6–2, 6–2                |
| Поразка   | 4-5   | Чер 1999 | Відкритий чемпіонат Франції з тенісу   | Grand Slam | Ґрунт      | Мартіна Хінгіс          | Серена Вільямс Вінус Вільямс                  | 3–6, 7–6(7–2), 6–8      |
| Перемога  | 5-5   | Чер 1999 | Eastbourne International               | Tier II    | Трава      | Мартіна Хінгіс          | Яна Новотна Наташа Звєрєва                    | 6–4, retired            |
| Поразка   | 5-6   | Сер 1999 | Silicon Valley Classic                 | Tier II    | Тверде     | Олена Лиховцева         | Ліндсі Девенпорт Коріна Мораріу               | 4–6, 4–6                |
| Перемога  | 6-6   | Лис 1999 | Фінал WTA                              | Фінали     | Килим (i)  | Мартіна Хінгіс          | Лариса Савченко-Нейланд Аранча Санчес Вікаріо | 6–4, 6–4                |
| Перемога  | 7-6   | Січ 2000 | Australian Тверде Court Championships  | Tier III   | Тверде     | Жулі Алар-Декюжі        | Сабін Аппельманс Ріта Гранде                  | 6–3, 6–0                |
| Поразка   | 7-7   | Бер 2000 | Indian Wells Open                      | Tier I     | Тверде     | Наташа Звєрєва          | Ліндсі Девенпорт Коріна Мораріу               | 2–6, 3–6                |
| Перемога  | 8-7   | Тра 2000 | Hamburg European Open                  | Tier II    | Ґрунт      | Наташа Звєрєва          | Ніколь Арендт Манон Боллеграф                 | 6–7(5–7), 6–2, 6–4      |
| Поразка   | 8-8   | Сер 2000 | San Diego Open                         | Tier II    | Тверде     | Ліндсі Девенпорт        | Ліза Реймонд Ренне Стаббс                     | 6–4, 3–6, 6–7(6–8)      |
| Перемога  | 9-8   | Жов 2000 | Porsche Tennis Grand Prix              | Tier II    | Тверде (i) | Мартіна Хінгіс          | Аранча Санчес Вікаріо Барбара Шетт            | 6–4, 6–2                |
| Перемога  | 10-8  | Жов 2000 | Zurich Open                            | Tier I     | Килим (i)  | Мартіна Хінгіс          | Кімберлі По Анн-Гель Сідо                     | 6–3, 6–4                |
| Поразка   | 10-9  | Жов 2000 | Кубок Кремля                           | Tier I     | Килим (i)  | Мартіна Хінгіс          | Жулі Алар-Декюжі Суґіяма Ай                   | 6–4, 4–6, 6–7(5–7)      |
| Перемога  | 11-9  | Лис 2000 | Advanta Championships Philadelphia     | Tier II    | Килим (i)  | Мартіна Хінгіс          | Ліза Реймонд Ренне Стаббс                     | 6–2, 7–5                |
| Перемога  | 12-9  | Лис 2000 | Турніри WTA Tour                       | Фінали     | Килим (i)  | Мартіна Хінгіс          | Ніколь Арендт Манон Боллеграф                 | 6–2, 6–3                |
| Перемога  | 13-9  | Січ 2001 | Sydney International                   | Tier II    | Тверде     | Барбара Шетт            | Ліза Реймонд Ренне Стаббс                     | 6–2, 7–5                |
| Поразка   | 13-10 | Лют 2001 | Toray Pan Pacific Open                 | Tier I     | Килим (i)  | Ірода Туляганова        | Ліза Реймонд Ренне Стаббс                     | 6–7(5–7), 6–2, 6–7(6–8) |
| Поразка   | 13-11 | Сер 2001 | Acura Classic                          | Tier II    | Тверде     | Мартіна Хінгіс          | Кара Блек Олена Лиховцева                     | 4–6, 6–1, 4–6           |
| Перемога  | 14-11 | Жов 2001 | Кубок Кремля                           | Tier I     | Килим (i)  | Мартіна Хінгіс          | Олена Дементьєва Ліна Красноруцька            | 7–6(7–1), 6–3           |
| Поразка   | 14-12 | Січ 2002 | Sydney International                   | Tier II    | Тверде     | Мартіна Хінгіс          | Ліза Реймонд Ренне Стаббс                     | Withdraw                |
| Перемога  | 15-12 | Січ 2002 | Australian Open                        | Grand Slam | Тверде     | Мартіна Хінгіс          | Даніела Гантухова Аранча Санчес Вікаріо       | 6–2, 6–7(4–7), 6–1      |
| Перемога  | 16-12 | Вер 2002 | China Open                             | Tier IV    | Тверде     | Джанет Лі (тенісистка)  | Суґіяма Ай Фудзівара Ріка                     | 7–5, 6–3                |

## Цікавинки
В Техаському холдемі Анною Курніковою прозвали туз-король на префлопі (англ. AK): начебто і гарна карта, але рідко виграє.